# يورغن كوهلر
يورغن كوهلر (بالألمانية: Jürgen Kohler) من مواليد 6 أكتوبر 1965، لاعب كرة قدم ألماني سابق، لعب مع منتخب ألمانيا لكرة القدم، ولد كوهلر في السادس من أكتوبر عام 1965 في مدينة لامبشيم الألمانية وبدأ علاقته مع الكرة بعمر العاشرة بفريق الهواة بالنادي وهو نادي (بالألمانية: TB Jah n Lambsheim) وتحديدا عام 1975 وبقي معهم حتى أصبح عمره 16 عاما وتحديدا حتى ديسمبر عام 1981.

## احترافه
بداية من عام 1982 انتقل لفريق (بالألمانية: SV Waldhof Mannheim) وبعدها بعام واحد أي منذ عام 1983 وصل مع فريقه إلى الدوري الألماني (البوندسليجا) ليبدأ كوهلر مشواره مع النجومية بعمر ال18 بالبوندسليجا، لعب مع فريقه بالدوري الألماني بين عامي 1983 و1987 حيث خاض معهم 94 مباراة وسجل 6 اهداف.
خلال هذه الفترة وتحديدا يوم 24 سبتمبر 1986 تم ضمه للمنتخب الألماني من قبل القيصر فرانس بكنباور والذي راى فيه نواة لخط دفاع حديدي للمانشافت الألماني ليقود المنتخب في هذا اليوم إلى الفوز 2-0 على الدانمرك وبالتالي ضمن مكانه في صفوف المنتخب الألماني الأول لينتقل بعدها إلى نادي كولن العريق ويلعب معهم لمدة عامين بين 1987 إلى 1989 خلال العامين لعب 57 مباراة وسجل هدفين.
وخلال هذه الفترة لعب مع المانشافت بكأس الأمم الأوروبية 1988 ووصل إلى قبل النهائي وساهم في احراز كولن للمركز الثاني بالدوري الألماني عام 1989 لتلتقفه اعين زعيم الاندية الألمانية البافاري بايرن ميونخ ليلعب معهم أيضا لمدة عامين (1989 - 1991) خلالهما لعب 55 مباراة وسجل 6 اهداف، وقد ساهم بشكل فعال باحراز البافاري لقب الدوري الألماني عام 1990 وفي نفس العام كان أحد الاعمدة الرئيسية في تشكيلة المانشافت الألماني التي احرزت لقب بطولة كأس العالم 1990 كما حل ثانيا مع البافاري بالدوري الألماني عام 1991
و انتقل بعدها من البوندسليجا إلى الكالتشيو الإيطالي مع فريق السيدة العجوز اليوفنتوس الذي لا تزال جماهيره تحلم بمدافع من طراز كوهلر، لعب مع اليوفنتوس بين عامي 1991 و1995 خاض خلالهم 102 مباريات وسجل 8 اهداف.
وهنا تواصلت امجاد الأسطورة كوهلر، في موسم 1992 حل ثانيا مع اليوفنتوس بمسابقتي الدوري الإيطالي وكأس إيطاليا، كما حل مع المنتخب الألماني كوصيف لكأس الأمم الأوروبية بعد الخسارة بالنهائي من الدانمرك 0-2
في موسم 1993 ساهم بشكل أساسي بفوز اليوفنتوس بكأس الاتحاد الأوروبي وفي موسم 1994 حل ثانيا مجددا مع اليوفنتوس بالدوري الإيطالي ليبلغ قمة تألقه بموسم 1995 ويساهم بتحقيق اليوفنتوس ثنائية الدوري والكأس الإيطاليتان وليضع الأسطورة كوهلر حدا لمسيرته الإيطالية.
وبعدها وهو بعمر ال30 عاد إلى الدوري الألماني، قيل وقتها انه عاد ليحط الرحال بموطنه ويعتزل، ولكن لان كوهلر من نوعية الاساطير التي لا تعرف المستحيل فقد ابتدأ مشوارا جديدا من النجومية وهذه المرة مع اسود بروسيا دورتموند، لعب معهم من عام 1995 إلى عام 2002 لتكون الفترة الذهبية بتاريخ فريق دورتموند، قاد الفريق في موسمه الأول إلى لقب الدوري الألماني البوندسليجا عام 1996 وفي نفس العام شارك في تحقيق المنتخب الألماني المانشافت لكأس الأمم الأوروبية والتي اقيمت بإنجلترا، وان كان اصيب أغلب اوقات البطولة.
في عام 1997 قاد بروسيا دورتموند لتحقيق أكبر الالقاب الأوروبية على مستوى الاندية وهي كأس أبطال أوروبا بعد أن تغلب دورتموند في النهائي على اليوفنتوس تحديدا وبعدها احرز مع دورتموند لقب كأس الأندية القارية بنفس العام. وتم اختياره عام 1997 كأفضل لاعب كرة قدم ألماني، ليعود دورتموند لينتفض عام 2002 ويحرز مع كوهلر لقب الدوري الألماني وكذلك وصيف كأس الاتحاد الأوروبي.
خلال هذه السنوات الطويلة خاض 206 مباراة وسجل 14 هدفا، بعدها وضع كوهلر بعمر 37 نهاية لمسيرته الكروية الأسطورية الطويلة وتحديدا يوم 12 أكتوبر 2002 بملعب اسود بروسيا دورتموند أعلن اعتزاله كرة القدم ليتجه إلى عالم التدريب وان كانت مسيرته التدريبية لم تكن بنجاح مسيرته كلاعب.

## مسيرته كمدرب
استلم كوهلر بين يوليو 2002 ومارس 2003 مهمة تدريب منتخب ألمانيا لكرة القدم تحت 21 عاما، ثم أصبح مديرا رياضيا لنادي باير ليفركوزن بين عامي 2003-2004 ولكنه لم يستمر معهم طويلا ليدرب نادي دويسبورج بموسم 2005-2006، بعدها ذهب إلى VfR Aalen حيث عمل كمدرب ثم كمدير رياضي مع النادي حتى الآن.
كما أن كوهلر الآن هو أحد الاعضاء المؤسيين بأكاديمية كروية للشباب مع زميله السابق يورغن كلينسمان، اطلقت عليه الجماهير الألمانية تحببا لقب كوكي وعرف فيه بين اوساط الجماهير.

## انجازات مسيرته
- مثل المنتخب الألماني بين عامي 1986 إلى عام 1998 خلالها خاض 3 كؤوس عالم وحقق اللقب مع الماشافت مرة واحدة
- كما خاض 3 بطولات للامم الأوروبية وحقق اللقب مرة واحدة.
- هو أحد أعضاء النادي المئوي بتاريخ الكرة الألمانية أي الذين خاضوا أكثر من 100 مباراة دولية، وكوهلر خاض تحديدا 105 مباراة دولية وسجل هدفين.
- كما أنه لعب 11 مباراة أخرى مع منتخب ألمانيا تحت 21 عام.

## روابط خارجية
- يورغن كوهلر على موقع الاتحاد الدولي (مؤرشف)  (الإنجليزية)
- يورغن كوهلر على موقع قاعدة بيانات كرة القدم.إي يو (الإنجليزية)
- يورغن كوهلر على موقع بيانات كرة القدم. دي إي (الألمانية)
- يورغن كوهلر على موقع ليكيب (الفرنسية)
- يورغن كوهلر على موقع ناشيونال فوتبول تيمز (الإنجليزية)
- يورغن كوهلر على موقع Soccerway.com (الإنجليزية)
- يورغن كوهلر على موقع عالم كرة القدم.نت (الإنجليزية)